# ワールドうごメモギャラリー
ワールドうごメモギャラリーは、任天堂がかつて運営し、『うごくメモ帳 3D』内にあったインターネットコミュニティサービスである。

## 概要
ワールドうごメモギャラリーは、『うごくメモ帳 3D』のインターネットコミュニティサービスとして、2013年7月24日にサービスを開始した。最初の接続から30日間は無料で、それ以降は有料となるが、15時 - 21時までの無料時間や、ポイントの累積で無料になる仕組みがとられている。前作の『うごくメモ帳』でうごメモはてなを運営していた株式会社はてなは関わっておらず、任天堂独自の運営となっていたが、2017年9月8日に任天堂からサービスを終了することが発表され、同年10月2日に有料チケット販売が終了。そして発表どおりチケット販売終了から半年後の2018年4月2日午前10時をもってサービスは終了した。

## うごメモはてなから変わったこと
- コインを使って評価をすることになった。
- スターコイン1枚、またはコイン10枚以上つけられない作品は、30日で削除されるようになった。
- コインポイントや、コレクターポイントが追加された。
- ポイントがたまったユーザーには無料になる仕組みが追加された。
- お気に入り作者やお気に入りコレクターを追加するときにスターコインが必要になった。

## 機能
投稿広場
みんなの作品を見ることができる。
- 人気順 - 昨日の作品のランキングを上位200作品まで載せられている。
- 新着順 - 新しい順に作品が載せられている。
- 新人ランダム表示 - 新人の作品を50作品まで載せられる。更新を押して作品を入れ替えることもできる。

ジャンル別
ワールドうごメモギャラリーには、以下のジャンルがある。
- ゲーム
- キャラクター
- 棒人間
- メカ・機械
- 生き物
- ドット絵
- 3D

- ループアニメ
- ミュージックビデオ・サウンド
- テキスト
- スポーツ
- SF・ファンタジー
- 人物・グループ
- ホラー

- 笑い
- 生活
- 合作・リレー
- 雑学・豆知識
- ポエム
- オリジナルの絵素材
- オリジナルの音素材

チケット購入
サービスを利用するためのチケットを購入することができる。
マイルーム
- 投稿した作品 - 自分が投稿した作品を見ることができる。
- コレクション作品 - コインをつけて評価した作品を見ることができる。

コレクション作品の数に応じてスターコインがもらえることがある。
- お気に入り作者 - お気に入り作者を登録した作者のマイルームへ行くことができる。
- お気に入りコレクター - お気に入りコレクターに登録した作者のマイルームへ行くことができる。

イベント
開催しているイベントに参加したり、イベントの入賞作品を見ることができる。
ランキング
昨日の作品、作者、コレクターのランキングを見ることができる。
DSiシアターライブラリー
うごメモはてなに投稿した作品を引き継いだり、うごメモIDを入力して他の作品を見ることができる。

## 沿革
- 2013年
  - 3月13日 ワールドうごメモギャラリーのサービスが初公開される。
  - 5月31日 サービスの詳細が公開される。
  - 7月24日 サービス開始。
  - 11月1日 ワールドうごメモギャラリーと並行して運営されていたフレンドうごメモギャラリーが廃止される。
  - 11月13日 メモのレイヤー切り替え機能が追加される。
- 2014年
  - 1月15日 メモを素早く見ることができたり、写真を使ったメモが投稿禁止になる。
  - 6月25日 バージョン1.3配信。
- 2017年
  - 9月8日  サービス終了の発表。
  - 10月2日 有料チケット販売の終了。
- 2018年
  - 4月2日午前10時 サービス終了。